# Неліпівка (село)
Нелі́півка — село Костянтинівської міської громади Краматорського району Донецької області, України.

## Загальні відомості
Відстань до центру громади становить близько 13 км і проходить автошляхом Т 0516. Розташоване на правому березі річки Кривий Торець.

## Історія
Неліпівський, до 1917 — німецький хутір у Катеринославській губернії, Бахмутський повіт; у радянський період — Сталінська/Донецька область, Костянтинівський район. Мешканці: 45 (1924).

## Населення

### Мова
Розподіл населення за рідною мовою за даними перепису 2001 року:
| Мова       | Кількість | Відсоток |
| ---------- | --------- | -------- |
| українська | 26        | 63.42%   |
| російська  | 15        | 36.58%   |
| Усього     | 41        | 100%     |